# Крымская оборонительная операция
Крымская оборонительная операция — оборона Крыма в начале Великой Отечественной войны, продолжавшаяся с 18 октября по 16 ноября 1941 года. Хотя бои на перешейке шли с 15 сентября, продолжительность операции составила 62 дня.

## Военно-стратегическая ситуация
К концу сентября 1941 года войска нацистской Германии овладели Смоленском и Киевом, блокировали Ленинград. На юго-западном направлении противник также добился значительных успехов: в битве под Уманью и в «киевском котле» были разбиты основные силы Юго-Западного фронта РККА, была занята большая часть Украинской ССР. В середине сентября вермахт вышел на подступы к Крыму.
Крым имел стратегическое значение как один из путей к нефтеносным районам Кавказа (через Керченский пролив и Тамань). Кроме того, Крым был важен как база для авиации. С потерей Крыма советская авиация лишилась бы возможности налётов на нефтепромыслы Румынии, а немцы смогли бы наносить удары по целям на Кавказе. Советское командование понимало важность удержания полуострова и сосредоточило на этом усилия, отказавшись от дальнейшей обороны Одессы.

## Положение войск до начала операции
Единственный стратегический наземный путь в Крым лежал через Перекопский перешеек. Чонгарский полуостров и Арабатская стрелка для движения больших масс войск непригодны по инженерным причинам. В целом, оборона полуострова возлагалась на сформированную 14 августа 1941 года на основе 9-го особого стрелкового корпуса непосредственно подчиняющуюся Ставке ВГК 51-ю Отдельную Армию под командованием генерал-полковника Ф. И. Кузнецова (заместитель командира П. И. Батов). Северное направление прикрывали три стрелковые дивизии: 276-я (ком. ген.-майор И. С. Савинов) — Чонгар и Арабатскую стрелку, 156-я (ген.-майор П. В. Черняев) — Перекопские позиции, 106-я (полк. А. Н. Первушин) растянулась на 70 километров по южному берегу Сиваша. Три кавалерийские дивизии сформированные в июле 1941 года по «лёгкому» трёхполковому штату — 48-я (генерал-майор Д. И. Аверкин), 42-я (полковник В. В. Глаголев) и 40-я (полковник Ф. Ф. Кудюров), а также 271-я стрелковая дивизия (полковник М. А. Титов) имели противодесантные задачи. Четыре сформированные в Крыму дивизии — 172-я (формировалась как 3-я Крымская моторизованная дивизия, полковник И. Г. Торопцев), 184-я (сформированная на основе погранвойск, полковник В. Н. Абрамов), 320-я (полковник М. В. Виноградов), 321-я (полковник А.-А. М. Алиев) охраняли побережье.
12 сентября передовые немецкие части вышли к Крыму. Командующий 11-й армией Э. фон Манштейн принял решение создать группировку войск в составе: 54-го армейского корпуса, 3-й румынской армии и 49-го горного корпуса, снятого с ростовского направления, артиллерию РГК, инженерных войск и зенитной артиллерии. Воздушную поддержку оказывали части 4-го воздушного корпуса люфтваффе.
К середине октября решением Ставки ВГК из Одессы была переброшена Приморская армия, района боевых действий её части достигли только 23 октября. Таким образом, советские войска стали насчитывать 12 стрелковых (вероятно, от двух до четырёх из них не были окончательно сформированы) и 4 кавалерийские дивизии (в конце сентября дополнительно прибыла 2-я кавалерийская дивизия). Вместе с тем, немцы смогли выделить для захвата Крыма 11-ю армию в составе 7 пехотных дивизий (по мемуарам Манштейна — шести: 22-й, 72-й, 170-й, 46-й, 73-й, 50-й) и румынского горного корпуса из двух бригад, на поздних этапах операции также румынского кавалерийского корпуса (5-я, 6-я и 8-я кавалерийские бригады).

## Проведение операции
В сентябре войска немецкой группы армий «Юг» нанесли поражение советскому Юго-Западному фронту восточнее Киева. Немецкое командование решило провести операцию по захвату Донбасса и Крыма, пока советские войска не закрепились на новых рубежах.

### Бои за Перекоп
24 сентября немецкие войска силами двух пехотных дивизий (46-я и 73-я), что соответствует 34-42 тыс. солдат, при поддержке артиллерии и авиации перешли в наступление на Перекопском перешейке. В ходе тяжёлых боев им удалось к 26 сентября прорваться через 2 полка (6тыс солдат), охранявших берег Сиваша на Турецкий вал, и оттеснить 156-ю сд, овладеть городом Армянск. Контрудар, спешно организованный командующим оперативной группой генерал-лейтенантом П. И. Батовым, прибывшими частями полутора стрелковых и 42-й кавалерийской дивизий, к желаемому результату не привёл. Армянск переходил из рук в руки, но остался за немецкими войсками. К 30 сентября советские войска отошли к Ишуньским позициям, где заставили немцев прекратить развить наступление. Манштейн ввиду больших потерь, а также того, что часть сил — моторизованная дивизия СС «Адольф Гитлер» и 49-й горный корпус, — были отвлечены на ростовское направление, временно отказался от дальнейшего продвижения. По немецким данным в результате боёв советской стороной было потеряно 135 орудий, 112 танков и 10 тысяч пленных.

### Бои за Ишуньские позиции и оставление северного Крыма
18 октября 1941 года 11-я немецкая армия силами трёх дивизий начала наступление на Ишуньские позиции. Их обороняли части 9-го стрелкового корпуса с помощью береговых батарей и отдельных подразделений Черноморского Флота. В течение 5 дней продолжались тяжёлые бои, в которых немцы постепенно теснили советские войска.
Для улучшения координации войск были объединены сухопутные и морские силы в Крыму. 22 октября было создано командование войск Крыма во главе с вице-адмиралом Г. И. Левченко. Ему стали подчиняться две сухопутные армии и Черноморский флот.
Прибывшие первыми из Одессы 157-я стрелковая дивизия и 2-я кавдивизия решением командования 51-й армии были направлены для усиления 9-го корпуса.
24 октября 1941 года прибывшие части Приморской Армии нанесли контрудар и два дня вели с противником встречное сражение. Однако 26 октября Э. фон Манштейн ввёл на стыке армий две свежие пехотные дивизии и 28 октября прорвал оборону. Части Приморской армии, оказывая разрозненное сопротивление лучше организованным и более подвижным соединениям вермахта, отошли к Севастополю, причем значительная часть через Ялту и Южнобережное шоссе, некоторые части, как 48-я кавалерийская дивизия, рассеялись в Крымских горах и присоединились к партизанам. Остальная часть войск 51-й армии отступала на восток к Керчи. Попытка отступавших советских войск закрепиться на Керченском полуострове оказалась безуспешной. В итоге, под давлением 42-го армейского корпуса немцев (три пехотные дивизии) остатки 51-й армии не смогли удержаться в Крыму и к 16 ноября 1941 года были эвакуированы на Таманский полуостров.
Приморская армия в составе пяти стрелковых и трёх кавалерийских дивизий отошла к Севастополю. Их преследовал 54-й армейский корпус (две пехотные дивизии и сформированная моторизованная бригада Циглера), кроме того 30-й армейский корпус в составе двух пехотных дивизий переходил Крымские горы, чтобы выйти к южному побережью Крыма и перерезать дорогу Алушта — Севастополь..
321-я стрелковая дивизия в сентябре и октябре бездействовала у Евпатории в противодесантной обороне. Затем она в одиночку сражалась с наступавшими к Евпатории немецкими войсками и лишь немногочисленные её остатки смогли уйти к партизанам.

## Результаты
В результате Крымской оборонительной операции не удалось предотвратить вторжение немецких войск на территорию Крыма на естественных водных рубежах (Сиваш). Были полностью разгромлены шесть и понесли значительные потери остальные советские дивизии, многие из которых были сформированы за несколько месяцев до операции, не были полностью укомплектованы и не прошли боевое слаживание. Немецкие войска владели инициативой, имели преимущество в авиации.
Однако создать в Крыму охваты и окружения советских войск крупнее дивизии, как это было в начальный этап войны им не удалось, Приморская армия хотя и путём сложных маршей избежала окружения и вышла к Севастополю.
Это позволило не допустить захват сходу Севастополя и организовать оборону города и Таманского полуострова. 30 октября началась 2-я, 250-дневная осада Севастополя. Косвенно сосредоточение немецких сил в Крыму способствовало успеху Ростовской наступательной операции.